# Potts sjukdom
Potts sjukdom eller Potts syndrom är en tuberkulossmitta orsakad av Mycobacterium tuberculosis som sitter i ryggen. Den är uppkallad efter den engelske kirurgen Percival Pott (1714-1788) som först beskrev sjukdomen - som dock har påvisats redan hos egyptiska mumier.
Sjukdomen ger flera allvarliga konsekvenser. Den kan ge upphov till neurologiska skador, kyfoskolios och ankyloserande spondylit. Som ett resultat reduceras lungvolymen och mängden alveoler som fungerar. Uppstår kotskadan hos ett barn under fyra år blir påverkan på mängden alveoler ännu större. Den reducerade lungvolymen kan leda till cor pulmonale och kraftigt minskad livslängd.
Sedan medicin mot tuberkulos blivit vanligare och sjukvården förbättrats har sjukdomen blivit ovanlig i industrialiserade länder. I utvecklingsländer är det dock fortfarande en vanlig dödsorsak.